# Perliczy János Dániel
Perliczy János Dániel (Késmárk, 1705. október 29. – Losoncapátfalva/Apátfalva, 1778. április 6.) orvos.

## Életpályája
Tanulmányait a hollandiai Utrechtben fejezte be 1728-ban. Késmárkon és Selmecbányán folytatott gyakorlatot. 1731–1754 között Nógrád vármegye főorvosaként praktizált. 1751-ben felségfolyamodványt nyújtott be a bécsi udvarnak orvoskar létesítésére és tudományos akadémia szervezésére. Minthogy ez válasz nélkül maradt, Markhot Ferenccel és másokkal megalapította az egri orvosi iskolát. 1754-ben nyugdíjba vonult.
Több orvosi tanulmány szervezője, külföldi tudóstársaságok tagja. Vármegyei egészségügyi szabályrendelet összeállításával, törvényszéki orvostan írásának megkezdésével az államorvostan hazai úttörője volt. Egészségügyi népszerűsítő munkáiban a szegény néprétegek iránti megértése tükröződik.

## Családja
Szülei: Perliczy Illés és Büschel Anna Borbála voltak. 1731-ben feleségül vette Moller Károly Ottó (1670-1747) orvos lányát, Moller Anna Katalint, akivel több mint 33 évig élt boldog házasságban.

## Művei
- De magnitudine et dimensione terraquei ad institutionum geographicarum Wideburgianarum caput secundum… (1727)
- Medicina pauperum, az az szegények számára való házi orvosságoknak az köztök leginkább és leggyakrabban uralkodni szokott nyavalyák ellen való alkalmaztatás az mindennapi könnyen feltalálható és megszerezhető eszközökből kinyújtatott (Buda, 1740)
- Testi békességre vezérlő útitárs. Az az a sokféle nyavalyákkal küszködő testnek szükségére alkalmaztatott házi és úti patikácskának rövid és sommás leírása. Kedves magyarainak, de főképpen t. n. Nógrád vármegyében lévő városokban s falukon lakozóknak hasznokra kibocsáttatott (Buda, 1740)
- Consilium medicum, az az; Orvosi oktatás, miképpen kellessék e mostani pestises és egyéb mérges nyavalyáknak berohanásokban stb. magáról gondot viselni (Buda, 1740)
- Medicina pauperum… (Buda, 1740)
- Sacra Themidos Hungariae, e medicina illustrata, sive de ratione decidendi, casus forenses, dubiis physicis et medicis obnoxios, manuductio, juri hungarico, judiciisque provincialibus comitatensibus et civitatensibus, praecipue actionibus fiscalibus accomodata (Buda, 1750)